# Agriades diodorus
Agriades diodorus is een vlinder uit de familie van de Lycaenidae. De wetenschappelijke naam van de soort is voor het eerst gepubliceerd in 1861 door Otto Bremer.

## Verspreiding
De soort komt voor in Siberië.

## Ondersoorten
- Agriades diodorus diodorus (Bremer, 1861)
- Agriades diodorus orbitulinus (Staudinger, 1892)
  - = Agriades glandon orbitulinus (Staudinger , 1892)

## Waardplanten
De rupsen leven op Saxifraga.